# Шелль, Юлиан Карлович
Шелль (Шель) Юлиан Карлович (1846—1881) — автор специальных статей и исследований по ботанике и ассистент кафедры ботаники Казанского университета.

## Биография
Сын бедного чиновника. В 1868 году, по окончании курса в Виленской гимназии, поступил на естественное отделение физико-математического факультета Казанского университета. На третьем курсе он принялся за серьезную работу, задавшись целью проверить некоторые наблюдения профессора Московского университета Рачинского.
Результатом этой работы был его первый печатный труд — «О сиренгине». Избрав окончательно своей специальностью ботанику, Шелль в следующем году написал исследование — «Физиологическая роль дубильных кислот» на тему, предложенную факультетом, награждённое серебряной медалью. По окончании курса со степенью кандидата, ему не удалось не только остаться при университете для дальнейшей научной работы, но даже получить место учителя, за отсутствием вакансий, и полная материальная необеспеченность заставила его взять место домашнего учителя в семействе одного богатого заводчика Пермской губ. Положение его было незавидное, но он все-таки на время мирился с ним, так как при некотором заработке мог продолжать свои научные занятия.
Результатом его исследований за это время были следующие работы: «Влияние токов на растительные пигменты» (Сообщение в Общ. Ест. при Каз. университете 75—6 г., как и два последующих), «Влияние некоторых деятелей на окрашивание растений», «О флоре Талицкого завода», «Список высших споровых растений окрестностей Талицкого завода» (здесь 44 вида сосудистых споровых и мхов).
В 1875 году, уже с надломленным здоровьем, Шелль вернулся в Казань и здесь получил место сверхштатного ассистента при кафедре ботаники. В 1877 г. начинаются его исследования в Оренбургской губ., а в след. году Общество Естеств. при Каз. университете увеличило район его исследований, командировав его в Оренбургскую и Уфимскую губ. В этом году им была посещена большая часть обеих губернии и собран богатый ботанико-географический материал.
Кроме предварительного отчета об этой экскурсии, появились три выпуска работы Шеля — «Материалы для ботанической географии Уфимской и Оренбургской губерний». В I выпуске приводятся маршруты и дается обзор предшествующих исследований и краткий топографический и климатологический очерк этих губернии; во II вып. Шелль дает список споровых (28 видов сосудистых споровых, 51 вид мхов и лучиц, 181 вид водорослей, 94 лишайника и 157 грибов) с указанием местонахождения и литературных данных; в III вып. мы находим список семенных растений, а дать такие указания, как и во II вып., помешала ему смерть. Всего же здесь 1600 видов, из которых несколько новых.
Назовем другие работы Шелля: 1) «Список явнобрачных растений окрестностей Талицкого завода (Пермской губ.)», 557 видов (Труды Общ. Ест., т. VII, вып. 4, 78 г.); 2) Ш. и Крылов, Каталог растений, собранных в 1874 г. в Печорском крае и на Тиманском хребте А. Штукенбергом и Э. Пельцамом" (Список 149 видов из малоисследованных местностей); 3) «Список растений, собранных Гельмом в окрестностях с. Навашина» (в Сарат. губ. и уезде, 115 видов); 4) "О развитии пигментов в корнях некоторых родов «Salix» (Сообщ. 77—8 г.); 5) «Некоторые уклонения от нормальной формы цветов Fuchsiaecoccineae» (с таблиц. рисунк., Записки Уральского Общества Любителей Естествозн., т. III, вып. II, 76 г.); 6) «Материалы для климатологии северо-восточной России и Сибири за 1875 г.»; 7) «О двух коллекциях растений, собранных в Сарат. и Уфимск. губ.» и «О споровых растениях (за исключением грибов) Уфимск. и Оренб. губ.» — Сообщения 1879—80 г. в Общ. Ест. при Каз. унив. На этом остановились работы Ш. Его положение безостановочно и быстро ухудшалось. Для поправления здоровья он в каникулярное время едет домой, но, не будучи в состоянии дальше продолжать службу, подает прошение об отставке. Поселившись у родных в Вильне, Шелль все-таки не оставляет своих занятий и посылает в январе для напечатания 2-й вып. «Материалов для ботанич. географии Уфимск. и Оренб. губ.». Но окончить эту работу ему не удалось. Он умер в Вильне 1 февр. 1881 г., и окончание 3-го вып. взял на себя П. Н. Крылов. В 1871 г. Шелль был избран в действит. члены Общества Естествоис. при Казанск. университете, которое многим ему обязано.

## Избранные труды
- Шелль Ю. К. О сиренгине // Тр. Об-ва естествоисп. при Имп. Казанском ун-те. — Казань : Лито- и типогр. К. А. Тилли, 1872. — Т. 2, вып. 4. — 14 с.
- Шелль Ю. К. Физиологическая роль дубильных кислот // Учен. зап. Имп. Казанского ун-та. — Казань : Унив. типогр., 1874. — Т. 10. — С. 1—137.
- Шелль Ю. К. Предварительный отчет о ботанической экскурсии в Уфимско-Оренбургском крае // Прил. к протоколу засед. 109 Об-ва естествоисп. при Казанском ун-те. — Казань : Типогр. ун-та, 1879. — 12 с.
- Шелль Ю. К. Материалы для ботанической географии Уфимской и Оренбургской губерний. Вып. 1 // Тр. Об-ва естествоисп. при Имп. Казанском ун-те. — Т. 9, вып. 5. — Казань : Типогр. ун-та, 1881. — С. 1—47.
- Шелль Ю. К. Материалы для ботанической географии Уфимской и Оренбургской губерний [Вып. 2]. Споровые растения // Тр. Об-ва естествоисп. при Имп. Казанском ун-те. — Т. 12, вып. 1. — Казань : Типогр. ун-та, 1883. — С. 1—93.
- Шелль Ю. К. Материалы для ботанической географии Уфимской и Оренбургской губерний [Вып. 3]. Цветковые растения // Тр. Об-ва естествоисп. при Имп. Казанском ун-те. – Т. 12, вып. 4. – Казань : Типогр. ун-та, 1883. — С. 1—299.
- Шелль Ю. К. Материалы для ботанической географии Уфимской и Оренбургской губерний [Вып. 3]. Цветковые растения (Добавление) // Тр. Об-ва естествоисп. при Имп. Казанском ун-те. — Т. 14, вып. 4. — Казань : Типогр. ун-та, 1885. — С. 1—10.

## Растения, названные именем Ю. К. Шелля
- Avena schelliana Hack. (1892) = Helictochloa schelliana (Hack.) Tzvelev & Prob. (2019) — Овсец Шелля
- Hedysarum schellianum Knjaz. (2011)
- Hieracium schellianum Üksip (1959) — Ястребинка Шелля